# أوبيرا (محطة مترو أنفاق مدريد)
أوبيرا (بالإسبانية: Ópera)‏ هي محطة مترو أنفاق في مدريد في إسبانيا، تقع على الخط رقم 2,5،R.